# 뚝도출장소
뚝도출장소(纛島出張所)는 옛 경기도 고양군 뚝도면이 1949년에 서울특별시에 편입되어 설치된 출장소이다. 당시 관할 구역은 현재의 광진구 일원과 성동구 성수동·송정동, 송파구 잠실동·신천동, 중랑구 면목동, 동대문구 장안동 일대였다.

## 같이 보기
- 광진구
- 성동구
- 송파구
- 중랑구
- 동대문구
- 서울의 확장